# Estación de Estella

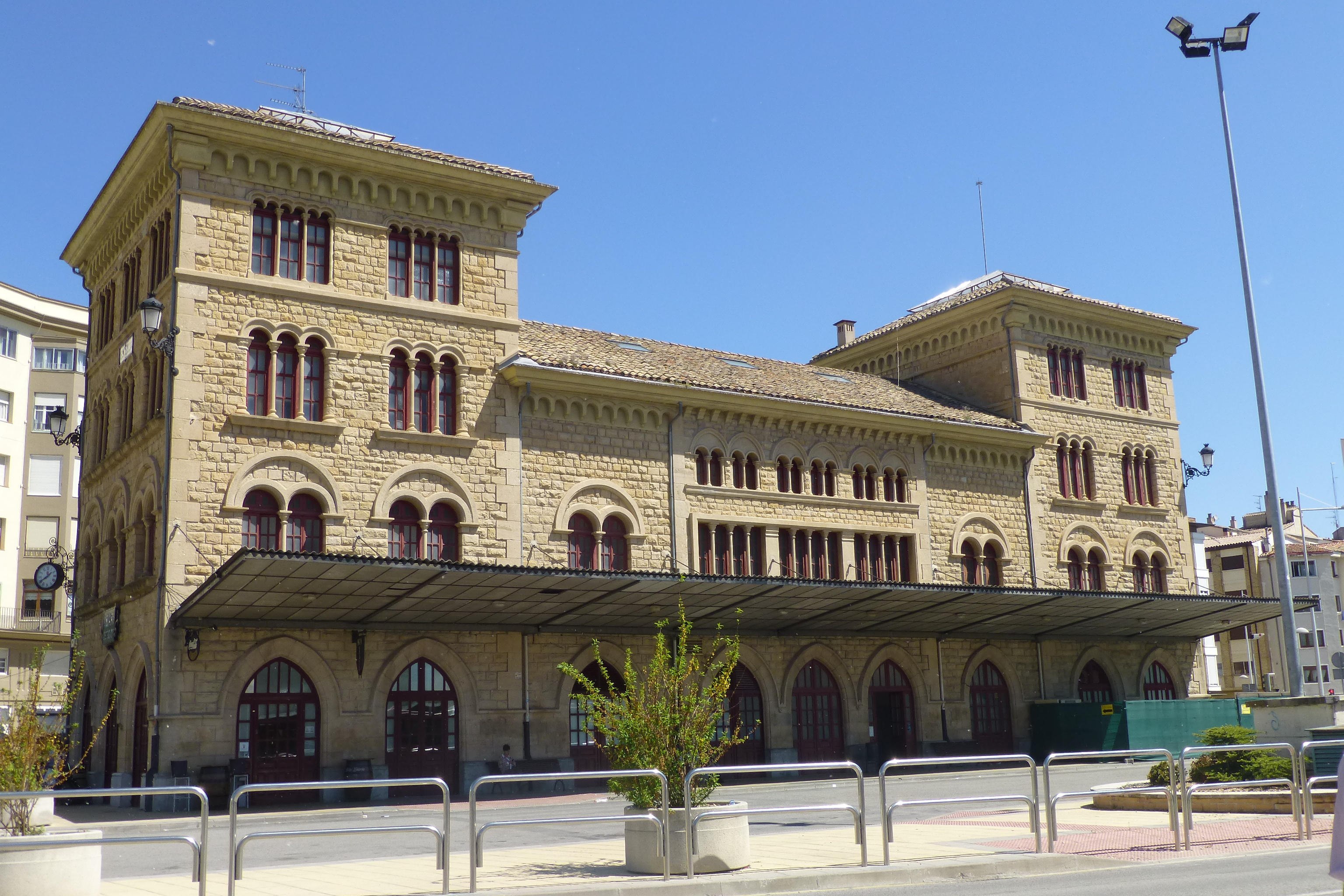
Vista meridional del edificio (2014)

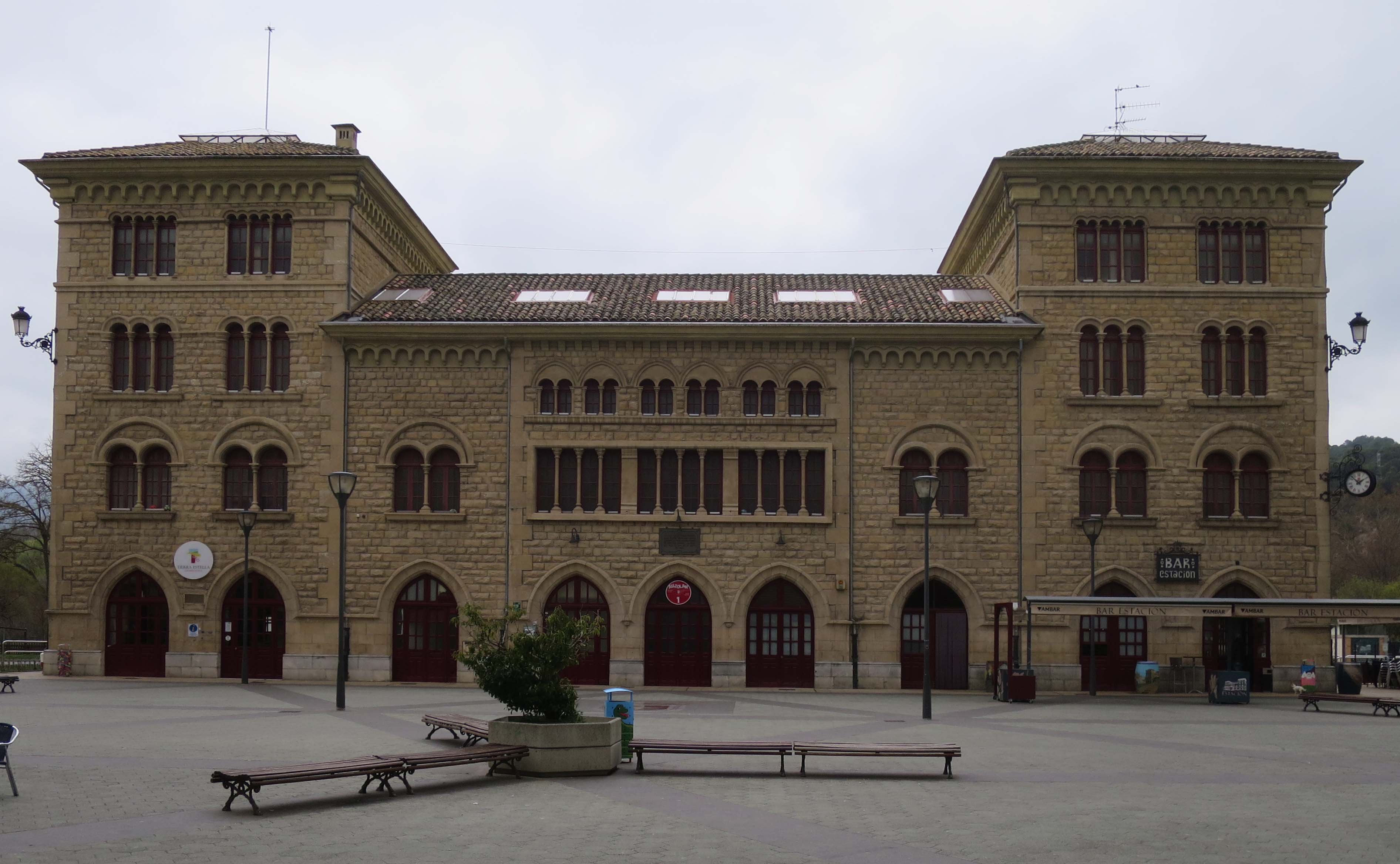
Vista septentrional del edificio (2019)

La estación de Estella era la terminal de la línea ferroviaria Estella-Vitoria en el municipio de Estella (Navarra) en España. El edificio de la estación es el último vestigio conservado de ese servicio ferroviario y un ejemplo excepcional de edificio eclecticismo historicista. Actualmente tiene uso funcional como terminal de autobuses de línea.

## Historia
La estación de Estella fue inaugurada el 23 de septiembre de 1927 como término de la línea ferroviaria de vía estrecha procedente de Vitoria. El 31 de diciembre de 1967 la estación clausuró el servicio ferroviario cuando finalizó el uso de la línea.

## Edificio de estación
El edificio de la estación, finalizado en septiembre de 1927, está situado en la Plaza Coronación, al sur de Estella. El arquitecto del edificio fue Alejandro Mendizabal Peña, ingeniero de caminos también responsable de la construcción de la línea. 
El edificio fue diseñado con especial esplendor por su importancia como estación extremo de la línea, está considerado como el más magnífico de la línea y fue el más caro, con un coste de construcción de 183.544 pesetas. Además, al elegir formas neorrománicas para el edificio, hizo referencia al Palacio de los Reyes de Navarra, edificio románico secular conservado en Estella y que data del siglo XII. En tercer lugar, el edificio de la estación también fue concebido como un homenaje al dictador y primer ministro español en el momento de su construcción, Miguel Primo de Rivera, que ostentaba el título de “marqués de Estella”.
El edificio de la estación tiene techos de tejas planas e inclinadas. Consta de un edificio central de tres plantas y planta rectangular, al que se adosan en sus dos lados estrechos dos edificios de cuatro plantas, también de planta rectangular. Las paredes están hechas de cuboides; las ventanas y puertas están cerradas con arcos. En su inicio, la parte baja se dedicaba al servicio mientras en las superiores había ocho viviendas para empleados ferroviarios.
El edificio de la estación es el único que se conserva de las instalaciones ferroviarias de Estella.
Actualmente el edificio de la estación se utiliza como terminal de autobuses y para oficinas municipales. Aquí se encuentra, entre otros servicios, la oficina de información turística de Estella.